# Henry Kyemba
Henry Kyemba (ur. 8 grudnia 1937/1939, zm. 18 października 2023) – ugandyjski polityk, minister kultury, a następnie zdrowia w czasie reżimu Idiego Amina.

## Życiorys
Jest ostatnim z jedenaściorga dzieci Sulemana Kisajji, zarządcy dystryktu Mayuge w czasach kolonialnych, syna jednego z wodzów królestwa Busoga, oraz Sasany Babirizangawo, księżniczki z rodziny Daudi Mutekanga. Niektóre źródła podają, iż urodził się w 1939 roku, inne jakoby to urodził się w 1937 roku. Jego ojciec zmarł, gdy Kyemba był jeszcze chłopcem. Uczęszczał do Masese Primary School oraz do Busoga College Mwiri w Jinja (w tejże szkole nauczał wówczas jego brat). Ukończył historię na Uniwersytecie Makerere.
Po ukończeniu studiów, w 1962 roku został mianowany zastępcą sekretarza w gabinecie premiera. Następnie, przez prawie 10 lat, był osobistym sekretarzem Miltona Obote.
Po zamachu stanu przeprowadzonym przez Idi Amina został przeniesiony do pracy w ministerstwie kultury. W 1972 roku został mianowany ministrem kultury w rządzie Amina. Według jego relacji, tego samego dnia Amin zwolnił czterech ministrów, w tym ówczesnego ministra kultury Yokosfati Engur, o czym Kyemba dowiedział się z radia. Tego dnia Kyemba uczestniczył w uroczystości akademickiej, kiedy Amin powiadomił go przez telefon o tym, że został on nowym ministrem.
Od 1974 do 1977 roku służył jako minister zdrowia. Był przewodniczącym delegacji afrykańskich ministrów zdrowia w WHO. 5 czerwca 1977 roku uciekł do Wielkiej Brytanii. W tym samym roku zawnioskował do Ministerstwa Spraw Wewnętrznych Wielkiej Brytanii o azyl.
W 1977 roku wydał książkę zatytułowaną State of Blood: The Inside Story of Idi Amin, opowiadającą o reżimie Idiego Amina.

## Publikacje
- Henry Kyemba: State of Blood: The Inside Story of Idi Amin. Putnam Pub Group, 1 grudnia 1977. ISBN 978-0448146409. Brak numerów stron w książce

## Życie prywatne
Od ponad trzydziestu lat jest członkiem Rotary International, jest wiceprezesem i członkiem zarządu Rotary Club of Source of the Nile. Jest żonaty.